# Primeiro-ministro do Quebec
O primeiro-ministro do Quebec é o presidente do Conselho executivo do Quebec, principal cargo político e conselheiro privado do tenente-governador, representante do chefe de Estado na província do Quebec, sendo então o primeiro-ministro o chefe de governo na província.
François Legault, líder do Partido Liberal do Quebec (PLQ), é o atual titular do cargo, do qual tomou posse em 18 de outubro de 2018, sendo a 32º titular do posto.

## Eleição e qualificação
O primeiro-ministro é nomeado presidente do Conselho executivo do Quebec pelo tenente-governador, representante do monarca no Quebec. Habitualmente, é o líder do partido com maioria na Assembleia Nacional do Quebec onde ele mesmo é deputado. Se o chefe perde a eleição em seu distrito eleitoral na eleição geral, ele pode concorrer como candidato em uma eleição parcial após acordo com algum dos deputados recém eleitos e nomeados para o Conselho Executivo do Quebec, como foi o caso de Robert Bourassa em 1985.
É responsabilidade do primeiro-ministro especificar as prioridades legislativas no discurso de abertura da Assembleia Nacional. Representa o partido com maioria e deve ter a confiança da Assembleia, expressada nos votos das leis do orçamento e nos assuntos considerados votos de confiança.
A distinção entre "Premier" e "primeiro-ministro" não existe no Quebec pois ambos os cargos são denominados "Premier Ministre" em francês. Em pelo menos uma circunstância, o termo "Prime Minister of the Province of Quebec" foi utilizado em campanha eleitoral em língua inglesa.

## Histórico
A função de primeiro-ministro foi criada no Quebec em 1 de julho de 1867. Seu primeiro titular foi Pierre-Joseph-Olivier Chauveau. Trinta primeiros-ministros ocuparam o cargo em quarenta legislaturas diferentes, num período de 145 anos.

## Lista de primeiros ministros do Quebec desde 1867
| Nombre                                 | Partido        | Mandato         |
| Pierre-Joseph-Olivier Chauveau         | Conservador    | 1867-1873       |
| Gédéon Ouimet                          | Conservador    | 1873-1874       |
| Charles-Eugène Boucher de Boucherville | Conservador    | 1874-1878       |
| Henri-Gustave Joly de Lotbinière       | Liberal        | 1878-1879       |
| Joseph-Adolphe Chapleau                | Conservador    | 1879-1882       |
| Joseph-Alfred Mousseau                 | Conservador    | 1882-1884       |
| John Jones Ross                        | Conservador    | 1884-1887       |
| Louis-Olivier Taillon                  | Conservador    | 1887            |
| Honoré Mercier                         | Liberal        | 1887-1891       |
| Charles-Eugène Boucher de Boucherville | Conservador    | 1891-1892       |
| Louis-Olivier Taillon                  | Conservador    | 1892-1896       |
| Edmund James Flynn                     | Conservador    | 1896-1897       |
| Félix-Gabriel Marchand                 | Liberal        | 1897-1900       |
| Simon-Napoléon Parent                  | Liberal        | 1900-1905       |
| Lomer Gouin                            | Liberal        | 1905-1920       |
| Louis-Alexandre Taschereau             | Liberal        | 1920-1936       |
| Adélard Godbout                        | Liberal        | 1936            |
| Maurice Duplessis                      | União Nacional | 1936-1939       |
| Adélard Godbout                        | Liberal        | 1939-1944       |
| Maurice Duplessis                      | União Nacional | 1944-1959       |
| Paul Sauvé                             | União Nacional | 1959-1960       |
| Antonio Barrette                       | União Nacional | 1960            |
| Jean Lesage                            | Liberal        | 1960-1966       |
| Daniel Johnson                         | União Nacional | 1966-1968       |
| Jean-Jacques Bertrand                  | União Nacional | 1968-1970       |
| Robert Bourassa                        | Liberal        | 1970-1976       |
| René Lévesque                          | PQ             | 1976-1985       |
| Pierre-Marc Johnson                    | PQ             | 1985            |
| Robert Bourassa                        | Liberal        | 1985-1994       |
| Daniel Johnson, Jr.                    | Liberal        | 1994            |
| Jacques Parizeau                       | PQ             | 1994-1996       |
| Lucien Bouchard                        | PQ             | 1996-2001       |
| Bernard Landry                         | PQ             | 2001-2003       |
| Jean Charest                           | Liberal        | 2003-2012       |
| Pauline Marois                         | PQ             | 2012-2014       |
| Philippe Couillard                     | Liberal        | 2014-atualidade |